# 红外通讯技术
紅外通訊技術利用紅外線來傳遞數據，是無線通訊技術的一種。
紅外通訊技術不需要實體連線，簡單易用且實現成本較低，因而廣泛應用於小型移動設備互換數據和電器設備的控制中，例如筆記本電腦、個人數碼助理、移動電話之間或與電腦之間進行數據交換（個人網），電視機、音响、空調的遙控器等。
由於紅外線的直射特性，紅外通訊技術不適合傳輸障礙較多的地方，這種場合下一般選用無線電通訊技術或藍牙技術。紅外通訊技術多數情況下傳輸距離短、傳輸速率不高。
為解決多種設備之間的互連互通問題，1993年成立了紅外數據協會（IrDA, Infrared Data Association）以建立統一的紅外數據通訊標準。1994年發表了IrDA 1.0規範。
紅外線通訊技術包含下列規格：IrPHY、IrLAP、IrLMP、IrCOMM、Tiny TP、OBEX、IrLAN、IrSimple以及IrSimpleSlot。

### 概觀

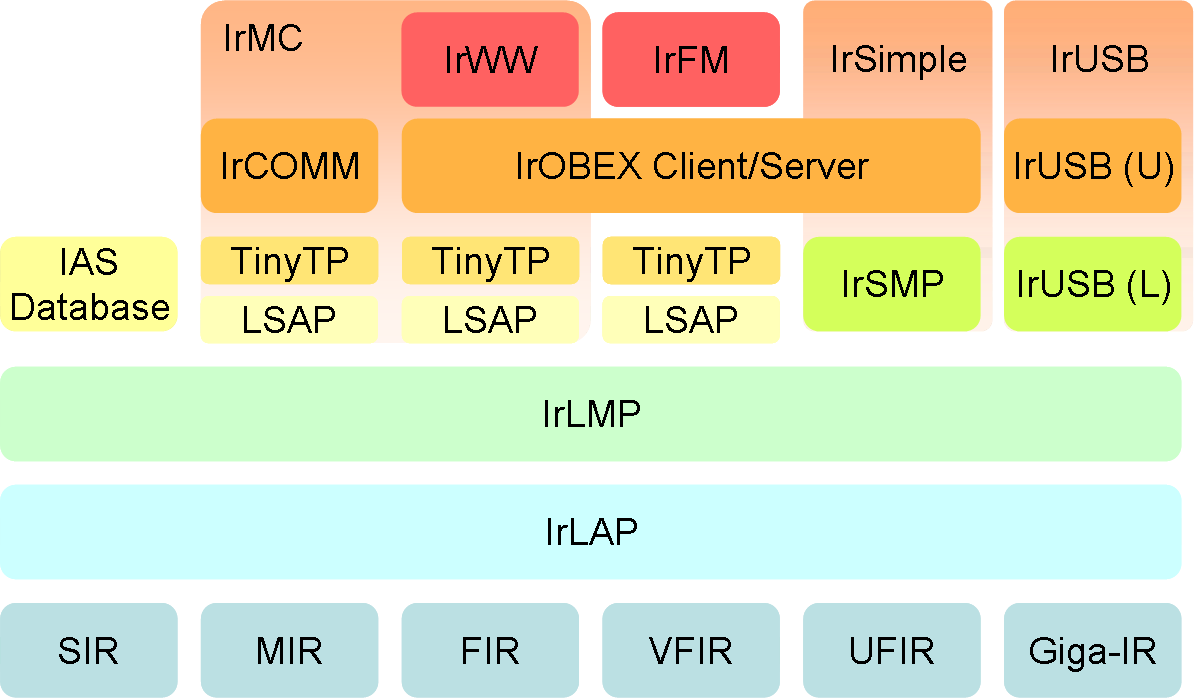
紅外線通訊協定推疊

## 規格

### IrPHY
係指紅外線通訊技術的最低層，物理層。其中重要的規格如下：
- 距離（標準：1米，低功率傳輸至低功率：0.2米，標準至低功率：0.3米）
- 角度（最小圓錐狀 +-15°）
- 速度（2.4千位元/秒至16百萬位元/秒）
- 調變（基頻帶，無載波）
- 紅外線過濾視窗

紅外線通訊技術收發器藉由一束圓錐狀光束範圍內的紅外線脈波傳輸，其圓錐狀光束自中心算起最小有15度的範圍。
紅外線通訊技術物理層規範需要至少在一米外還能辨識的光信號的最小光量。
同時，規範中也定義兩通訊裝置接近時不會過量的最大光量。
在實用階段，市場上有些裝置沒有做到一米的傳輸距離。
同時也有些裝置沒有預留非常接近時的容忍值。
紅外線通訊技術的典型甜區為距離收發器5公分至60公分範圍之中，在圓錐狀光束的中心點處。
紅外線通訊技術的資料通訊作動在半雙工模式，這是因為裝置在發射時會給自己的接收器接收到，因此全雙工變得不可行。
兩裝置間藉由快速切換連接便可模擬全雙工。
主要裝置端控制著連接的時序，但雙邊可依照實際情況將傳輸速度切換至最高。
傳輸速率落在三大分類：SIR、MIR以及FIR。
SIR的速度範圍包含了RS-232的速度定義（9.6千位元/秒，19.2千位元/秒，38.4千位元/秒，57.6千位元/秒，115.2千位元/秒）
裝置最常見的傳輸速率為9600位元/秒，因此此一傳輸速率為所有在discovery 狀態與negotiation 狀態的速率。
MIR（中速率紅外線）不是官方名詞，有時用來表示0.576百萬位元/秒至1.152百萬位元/秒的速率範圍。
FIR為IrDA物理層標準陳廢的名詞，雖然如此這個名詞卻也常用在表示4百萬位元/秒速率。
FIR有時也用來表示所有大於SIR標定速率以上的速率。
然而，MIR與FIR使用不同的編碼方式，與不同的封包架構。
因此，這兩個非官方用詞分別了兩種不同的物理層實作方式。
未來有更快的傳輸速率（目前有VFIR），可支援到16百萬位元/秒。
有VFIR的商品可用例如TFDU8108可操作在9.6千位元/秒至16百萬位元/秒。
UFIR協定正在發展中。此一協定將可支援100百萬位元/秒。

### IrLAP
規定的IrLAP（紅外線鏈路擷取通訊協，Infrared Link Access Protocol）是IrDA規範的第二層。 它位於IrPHY層的頂部和IrLMP層的下面。 它代表OSI模型的資料連結層（Data Link Layer）。
最重要的規格是：
```
    訪問控制（Access control）
    發現潛在的溝通夥伴（Discovery of potential communication partners）
    建立可靠的雙向連接（Establishing of a reliable bidirectional connection）
    主要/輔助設備角色的分佈（Distribution of the primary/secondary device roles）
    QoS參數協商（Negotiation of QoS parameters）
```

在IrLAP層上，通信設備分為“主要設備”（primary device）和一個或多個“輔助設備”（secondary devices）。 主要設備控制輔助設備。 只有當主要設備請求輔助設備發送時，才允許這樣做。

### IrLMP
IrLMP（Infrared Link Management Protocol，紅外線鏈路管理協議）是IrDA規範的第三層。 它可以分為兩部分。 第一是位於IrLAP層頂部的LM-MUX（Link Management Multiplexer，鏈路管理多路復用器）。 它最重要的功能是：
```
    提供多個邏輯通道（logical channels）
    允許更改主要/輔助設備（primary/secondary devices）
```

第二是LM-IAS（Link Management Information Access Service，鏈接管理信息訪問服務），其提供了一個列表，服務提供商可以在其中註冊其服務，以便其他設備可以通過查詢LM-IAS來訪問這些服務。

### IrCOMM
IrCOMM（Infrared Communications Protocol，紅外線通信協議）使紅外設備的作用類似於串行端口或併行端口，其可選擇使用或不使用。 
它位於IrLMP層的上方。

### Tiny TP
Tiny TP（Tiny Transport Protocol，微小傳輸協議）位於IrLMP層的上方，可選擇要或不要使用（optional）。 
它提供：
```
    通過SAR（分段和重組，Segmentation and Reassembly）傳輸大型訊息（large message）
    通過向每個邏輯通道提供信用度（Credits）來進行流量控制
```

### OBEX
可選元件OBEX（Object Exchange）提供紅外線通訊設備間的隨意資料物件交換（例如vCard，vCalendar或應用程式）。因為必須架構在Tiny TP協定的頂層，所以Tiny TP是使OBEX能夠作用的必要元件。

### IrLAN
可供選擇使用與否的IrLAN（Infrared Local Area Network，紅外線本地區域網路）提供了將紅外線設備連接到局域網（local area network）的可能性。 有三種可能的方法：
```
    切入點（Access point）
    點對點（Peer-to-peer）
    代管（Hosted）
```

由於IrLAN位於Tiny TP協議之上，因此必須實現Tiny TP協議才能使IrLAN正常工作。

### IrSimple
IrSimple改善了紅外通訊技術的效率，而達到至少4到50倍更快的資料傳輸速率。

### IrSimpleShot
IrSimpleShot（IrSS）的主要目標之一，是使數百萬啟用了IrDA的照相手機，能夠將圖片無線傳輸到印表機，印表機亭（printer kiosks）和平板電視（flat-panel TVs）。

## 技術接納和普及
從1990年代末到2000年代初，IrDA在PDA，筆記本電腦和某些桌上型電腦上很受歡迎。 但是，其他無線技術（例如Wi-Fi和藍牙）已取代它，它們之所以受到青睞是因為它們不需要在視野內成直接連線，因此可以支持滑鼠和鍵盤等硬體。 IrDA仍然在某些干擾使基於無線電的無線技術無法使用的環境中使用。
在2005年左右，藉由IrSimple協議，通過在手機，印表機和顯示設備之間提供不到1秒的圖片傳輸，IrDA試圖重振。 IrDA硬體的價格仍然較低，並且沒有像藍牙這樣的無線技術所遇到的相同安全問題。 例如，一些 Pentax DSLRs （數碼單反相機）（K-x，K-r）結合了IrSimple用於圖像傳輸和遊戲。